# Acquisition de souveraineté
Un certain nombre de modes d'acquisition de souveraineté sont, ou ont été reconnues par le droit international comme méthodes licites par lesquelles un État peut acquérir la souveraineté sur un territoire. Le droit international hérite d'une grande partie du droit romain en ce qui concerne l'acquisition de souveraineté en raison du droit civil européen sous-jacent, au moment des premiers voyages de découverte tels que celui de Christophe Colomb. La base d'acquisition de la propriété des États sur un territoire vacant continue donc de s'appliquer (et a souvent été appliquée historiquement aux terres déjà possédées par les populations autochtones).

## Accrétion
L'accrétion (ou atterrissement) fait référence à l'expansion physique d'un territoire existant par le biais de processus géologiques, tels que l'alluvion (le dépôt de sédiments), l'avulsion ou le volcanisme.

## Cession
Un État peut acquérir la souveraineté sur un territoire si cette souveraineté lui est cédée (en)(transférée) par un autre État. La cession est généralement effectuée par traité. La cession de l'île de Hong Kong et de Kowloon, des achats tels que l'achat de la Louisiane et de l'Alaska, et des cessions impliquant plusieurs parties telles que le traité portant règlement définitif concernant l’Allemagne sont quelques exemples.

## Conquête
L'annexion directe, l'acquisition de territoire par la force, était historiquement reconnue comme une méthode légale pour acquérir la souveraineté sur un territoire nouvellement acquis avant le milieu des années 1700. Cependant, à la fin de l'époque napoléonienne, l'invasion et l'annexion ont cessé d'être reconnues par le droit international et ne sont plus acceptées comme moyen d'acquisition territoriale. Le règlement concernant Laws and Customs of War on Land (Hague IV, 1907) contenait des dispositions explicites concernant la protection des civils et de leurs biens dans les territoires occupés. La Charte des Nations unies contient également des dispositions connexes.

### États-Unis
Dans l'affaire United States v. Huckabee (1872), la Cour suprême des États-Unis, s’exprimant par l’intermédiaire du juge Clifford, déclara: 

« Power to acquire territory either by conquest or treaty is vested by the Constitution in the United States. Conquered territory, however, is usually held as a mere military occupation until the fate of the nation from which it is conquered is determined... »

Le pouvoir d’acquérir un territoire par conquête ou par traité est dévolu à la Constitution des États-Unis. Le territoire conquis, cependant, est généralement considéré comme une simple occupation militaire jusqu'à ce que le sort de la nation objet de la conquête soit déterminé,etc. Une telle justification juridique s'applique naturellement à tous les gouvernements souverains.

## Occupation effective
L'occupation effective est le contrôle d'un territoire libre nouvellement découvert exercé par une puissance sans titre souverain sur la terre, que ce soit au mépris ou en l'absence d'un souverain approprié. Plusieurs affaires de droit international ont traité de ce qu'implique une « occupation effective ».
Selon les termes du Conflit des Îles Hanish:

« The modern international law of the acquisition (or attribution) of territory generally requires that there be: an intentional display of power and authority over the territory, by the exercise of jurisdiction and state functions, on a continuous and peaceful basis. »

Le droit international moderne de l'acquisition (ou de l'attribution) d'un territoire exige généralement qu'il y ait : une manifestation intentionnelle de pouvoir et d'autorité sur le territoire, par l'exercice de la juridiction et des fonctions étatiques, sur une base continue et pacifique.
Également dans le cas du différend relatif à la souveraineté sur l'île de Clipperton entre le Mexique et la France :

« It is beyond doubt that by immemorial usage having the force of law, be sides the animus occupandi, the actual, and not the nominal, taking of possession is a necessary condition of occupation. This taking of possession consists in the act, or series of acts, by which the occupying state reduces to its possession the territory in question and takes steps to exercise exclusive authority there. »

« Il est hors de doute que par un usage immémorial ayant force de loi juridique, outre l’animus occupandi, la prise de possession matérielle et non fictive est une condition nécessaire de l’occupation. Cette prise de possession consiste dans l’acte ou la série d’actes par lesquels l’État occupant réduit à sa disposition le territoire en question et se met en mesure d’y faire valoir son autorité exclusive. »

— Différend relatif à la souveraineté sur l’Ile de Clipperton(France c. Mexique), sentence arbitrale en date du 28 janvier 1931, (1928) 2 RSA 1107, p. 1110 (texte original en français), et 26  AM.  J.  Int’l  L. 390 (1932), p. 393 (traduction en anglais)
Dans le cas des Pays-Bas et des États-Unis dans l'affaire de l'île de Palmas, l'arbitre statua :

« The title of discovery, if it had not been already disposed of by the Treaties of Münster and Utrecht would, under the most favourable and most extensive interpretation, exist only as an inchoate title, as a claim to establish sovereignty by effective occupation. An inchoate title however cannot prevail over a definite title founded on continuous and peaceful display of sovereignty. »

Le titre de découverte, s'il n'avait pas déjà été éliminé par les Traités de Münster et Utrecht n'existerait, selon l'interprétation la plus favorable et la plus étendue, que comme titre provisoire, comme une prétention à établir la souveraineté par une occupation effective. Un titre inachevé ne peut cependant prévaloir sur un titre défini fondé sur une manifestation continue et pacifique de souveraineté.

## Prescription
La prescription est liée à l'occupation et se réfère à l'acquisition de la souveraineté par l'exercice effectif de la souveraineté, maintenue pendant une période de temps raisonnable, qui est effectuée sans objection de la part d'autres États.